# 別拉溫德潟湖

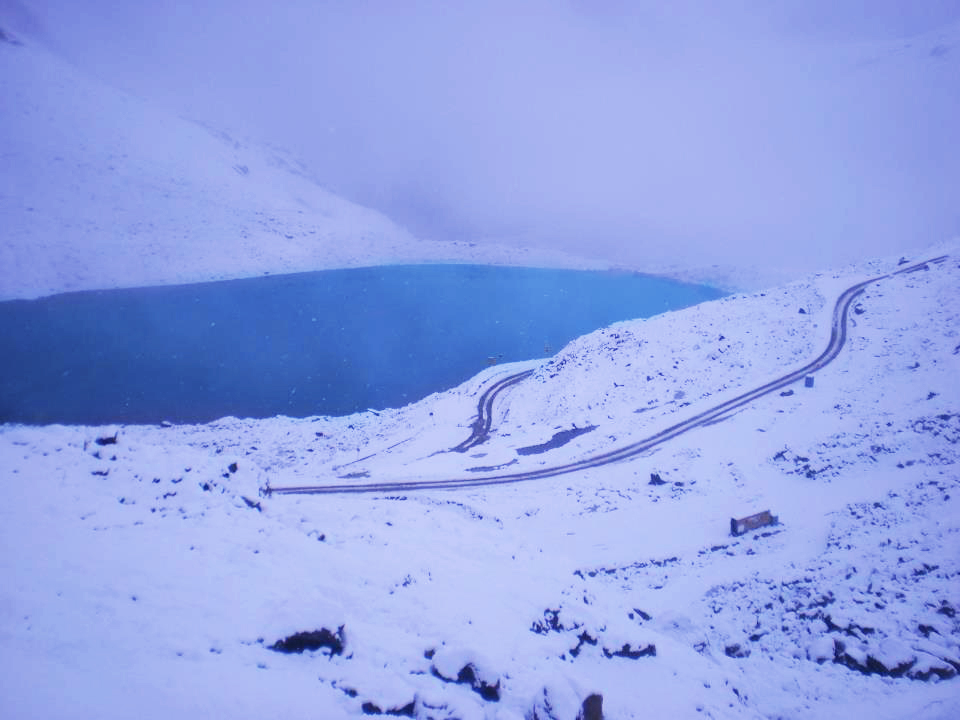

9°08′18″S 77°30′18″W / 9.13833°S 77.50500°W
別拉溫德潟湖（西班牙語：Laguna Belaúnde），是秘魯的潟湖，位於該國北部安卡什大區，由阿松森省的查卡斯區負責管轄，處於布蘭卡山脈，長0.36公里、寬0.13公里，海拔高度4,500米，平均水深7米，最大水深15米。